# Alain Bonnefoit
 (juillet 2012).
Alain Bonnefoit, né à Paris le 18 mai 1937, est un peintre, lithographe, dessinateur et sculpteur français.

## Biographie
Alain Bonnefoit est élève de l’École des arts appliqués Duperré de 1953 à 1955, puis à l'École nationale supérieure des beaux-arts de Paris de 1956 à 1957, ainsi qu'à l'Académie royale des beaux-arts de Bruxelles de 1959 à 1960, puis élève du sculpteur Antoniucci Volti aux Beaux-Arts de Paris.
Peintre de nu, il pratique la technique japonaise de calligraphie dite du sumi-e.

## Expositions

### Expositions personnelles
- 1969-1972 : galerie d'art Matignon
- 1974 : moulin de Vauboyen
- 1975-1978-1981 : galerie de la Place Beauvau, Paris
- mai-juin 1984 : galerie Nettis, Le Touquet[2]
- 1991 : galerie Albert Ier
- 1992 : Robin Léadouze, Cannes et Paris 1993
- 1996 : rétrospective au château de Vascueil
- 1997 : galerie Lætitia à Brie-Comte-Robert ; Art World Gallery (Cannes) ; L'Ami des Lettres à Bordeaux ; galerie du château d'Auray
- 1998 : galerie Portal, Saint-Jean-de-Luz ; Junko Koshino, Paris ; galerie de l'Estuaire, Le Havre ; galerie Raugraff, Nancy

### Expositions collectives
- « Alain Bonnefoit, Jordi Bonàs, Gérard Le Gentil », galerie Art Comparaison, Paris, 2002.
- L'arbre de vie - Jean-Pierre Alaux, Alain Bonnefoit, Jean Desvilles, José Manrubia, Cécile Reims, Lucie Rivel…, Galerie Béatrice Bellat, Paris, novembre-décembre 2012[3].

## Livres illustrés
- Qui j'ose aimer d'Hervé Bazin, illustrations de Michel Jouenne et Alain Bonnefoit, Bièvres, Pierre de Tartas, 1986[4]
- Chansons clandestines de Pierre Louki, dessins d'Alain Bonnefoit, Saint-Cyr-sur-Loire, C. Pirot, 1999  (ISBN 2-86808-134-7)[5]
- Dessins érotiques d'Alain Bonnefoit, avec des poèmes érotiques de Michel Bénard, Paris, Le Léopard d'or, 2010  (ISBN 978-2-86377-220-1)[6]
- Les Fleurs du mal de Charles Baudelaire, avec des lithographies d'Alain Bonnefoit et un CD de Léo Ferré, Paris, Les Heures Claires, 2011  (ISBN 2-911386-15-9)[7]

## Réception critique
« Alain Bonnefoit, nature généreuse, et sensible, se place parmi les meilleurs dans l'art figuratif de la nouvelle génération. Son dessin au trait créateur de poésie, n'a rien de gratuit, il s'organise sur la surface en arabesques souples de formes et de lumières. Peintre, sa palette riche en couleurs, est mise au service de la femme dans des corps somptueux. Sculpteur en taille directe, il crée dans des compositions très formées, de beaux volumes qui occupent l'espace.[réf. nécessaire] »

— Antoniucci Volti

« Les toiles d'Alain Bonnefoit sont de vastes nonchaloirs où des corps alanguis s'aiguisent dans des poses adoucies, où domine le triangle de jambes et de bras qui s'isocèlent. La femme est l'objet d'une ferveur quasi mystique qui expurge de l'espace pictural tout ce qui ne ramène pas à sa célébration. On sent à quel point la peinture est pour cet artiste un acte d'amour où la toile est ce médiateur transcendantal avec le modèle. »

— Jean-Pierre Chopin